# MAM Babyartikel
MAM Babyartikel GmbH ist ein Unternehmen der schweizerisch/österreichischen BAMED/MAM Gruppe und Inhaberin der Babyartikelmarke „MAM“.

## Unternehmensgeschichte
Im Jahre 1976 wurde die MAM Gesellschaft von Peter Röhrig in Wien gegründet. Noch im selben Jahr konnte auch der erste MAM-Schnuller in Österreich verkauft werden. Elf Jahre darauf wurde die BAMED AG als internationales Firmen- und Produktionszentrums in der Schweiz aus der Taufe gehoben, und 1989 erfolgte die Gründung der MAM Gesellschaft in Großbritannien. 1990 wurde der schwedische Marktführers „Bambino“ aufgekauft und die Tochtergesellschaft MAM Hungaria Kft entstand. Im gleichen Jahr konnte der erste konzerneigene Produktionsstandort eröffnet werden.
Die Gründung der MAM Gesellschaft in Deutschland erfolgte 1991. 1997 wurde eine MAM Forschungs- und Entwicklungs-Abteilung in Siegendorf eingerichtet. Ein Jahr später begann der Aufbau der MAM-Tochtergesellschaft in Brasilien.
2002 startete die gruppeneigene Latexproduktion „Thaimed“ in Thailand.
Ein Jahr später wurde der Produktionsstandort Ungarn durch die Gründung der BAMED AG Zweigniederlassung erweitert. 2008 schließlich wurden weitere MAM Gesellschaften in Spanien und den USA geschaffen.
Mit Stand September 2013 erfolgt die gesamte technische Entwicklung, Marketing und Kundenberatung durch etwa 60 Mitarbeiter in Österreich, existieren Produktionsanlagen in Ungarn und Thailand. In der Schweiz gibt es seit (etwa) 1993 eine kaufmännische Zentrale. Mit Tochterfirmen in Ländern wie Brasilien, USA, Schweden und Deutschland gibt es insgesamt 12 Firmen mit rund 600 Mitarbeitern.

## Politisches Engagement
Im Rahmen der Nationalratswahl in Österreich 2017 unterstützte das Unternehmen mit einer Spende in der Höhe von 40.000 Euro die ÖVP im Wahlkampf.

## Produktgruppen
- Stillhilfsmittel
- Schnuller
- Flaschen
- Becher
- Esslernprodukte
- Beißringe
- Mundhygieneprodukte
- Accessoires

## Auszeichnungen und Preise
- red dot design award 2011 für den MAM Perfect
- universal design award 2011 für den MAM Mikrowellen-Dampfsterilisator
- Österreichischer Staatspreis Marketing 2009 für den neuen MAM-Markenauftritt[5]
- Österreichischer Staatspreis Verpackung 2007 für die multifunktionale Verpackung von MAM Stillhütchen[6]
- Adolf Loos Staatspreis Design 2007 für die Früh- und Neugeborenen-Schnullerlinie MAM Start
- Adolf Loos Design Preis 2003 für den MAM Air Design-Schnuller
- Sonderpreis der Jury des Österreichischen Marketing Staatspreises 2002 für die personalisierten MAM-Namens-Schnuller[7]

## Soziales Engagement
MAM fördert einschlägige Forschungsaktivitäten und ist Pate verschiedener sozialer Projekte: 
- MAM unterstützt Studien und Forschungsprojekte im Rahmen der SIDS (Plötzlicher Kindstod)-Prävention. 2007 erhielt MAM den “Mother & Baby Award for Excellence 2007/2008” in Gold für sein Engagement im Dienst der FSIDS-Foundation zur Erforschung und Förderung von Baby-Sicherheit beim Schlafen.
- MAM ist Partner der internationalen Hilfsorganisation CARE und ihres Projektes „Shakti“ in Churia/Südnepal, das sich der Armutsbekämpfung und der Stärkung von Frauen widmet.